# Xiaojinkou
Xiaojinkou (kinesiska: 小金口)  är ett stadsdelsdistrikt i sydöstra Kina. Det ligger i stadsdistriktet Huicheng i staden Huizhou i provinsen Guangdong, omkring 120 kilometer öster om provinshuvudstaden Guangzhou. Antalet invånare är 105 554. Befolkningen består av 50 172 kvinnor och 55 382 män. Barn under 15 år utgör 17,0 %, vuxna 15-64 år 78 %, och äldre över 65 år 3,0 %.